# Гесперидий

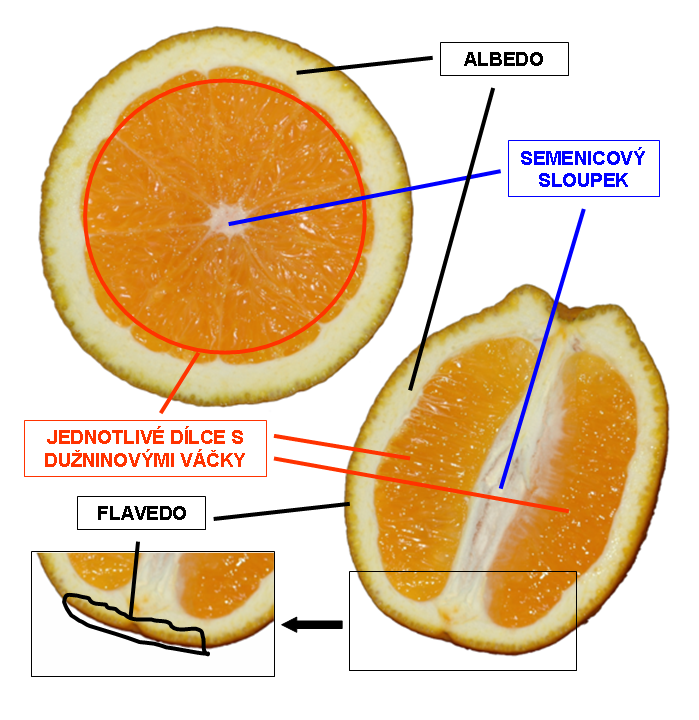
Гесперидий апельсина

Геспери́дий, или помера́нец (лат. hesperidium) — ягодовидный плод, характерный для растений семейства Рутовые (лимон, цитрон пальчатый, муррайя метельчатая).
Этим названием обозначался золотой плод из садов гесперид.
Тонкий блестящий внешний слой плода представляет собой внеплодник. Внешняя часть мезокарпия — флаведо — содержит железистые вместилища эфирных масел и каротиноиды. Экзокарпий и внешняя часть мезокарпия образуют цедру. Внутренняя часть мезокарпия — альбедо — губчатая, сравнительно сухая, продолжающаяся тонким слоем между плодолистиками. Эндокарпий — тонкий слой, покрывающий плодолистики, из него выделяется слизистая масса, которая заполняет или непосредственно гнёзда плода, или соковые мешочки, представляющие собой одноклеточные волоски — видоизменённые клетки.
У цитруса и близких родов клетки волосков эндокарпия крупные, булавовидной формы, заполнены сочной массой. Именно эта часть плода наиболее часто употребляется в пищу.
У других померанцевых — в частности, у муррайи и трифазии — волоски не оформлены, слизистая масса заполняет непосредственно пространство в гнёздах плода.